# Gulyás (családnév)
A Gulyás régi magyar családnév. Eredetileg foglalkozásnév volt, jelentése: marhapásztor. 2020-ban a 36. leggyakoribb családnév volt Magyarországon. 19 307 személy viselte ezt a vezetéknevet.

## Híres Gulyás nevű személyek
- Gulyás Balázs Zoltán (1956) neurobiológus, egyetemi tanár
- Gulyás Dénes (1954) operaénekes, országgyűlési képviselő
- Gulyás Géza (1931–2014), labdarúgó, edző
- Gulyás György (1916–1993) karnagy, zenetanár, főiskolai tanár
- Gulyás Gyula (1923–1974) sportriporter
- Gulyás Gyula (1944–2008) szobrász
- Gulyás Gyula (1944) filmrendező
- Gulyás István (1867–1941) tanár, tankönyvíró, nyelvész
- Gulyás István (1931–2000) teniszező, edző, sportvezető
- Gulyás László (1928–1995) zeneszerző
- Gulyás László (1950) sportújságíró
- Gulyás Márton (1986) politikai aktivista, videoblogger (Partizán)
- Gulyás Michelle (2000) olimpiai bajnok öttusázó
- Gulyás Pál (1881–1963), irodalomtörténész, bibliográfus, könyvtáros
- Gulyás Pál (1899–1944) költő, tanár
- Gulyás Zoltán (1930–2000) építész